# Llista de topònims d'Arres
Llista de topònims (noms propis de lloc) del municipi d'Arres, a la Val d'Aran
Informació actualitzada per un bot. Els canvis manuals es perdran quan s'actualitzi!

## borda
| imatge | Nom                    | Ubicat a | instància de | Detalls       | coordenades                                                          | Protecció | Commons (més fotos) | Dades a WD                    |
| ------ | ---------------------- | -------- | ------------ | ------------- | -------------------------------------------------------------------- | --------- | ------------------- | ----------------------------- |
|        | Bòrdes de Plaus        | Arres    | borda        | Estat: ruïnós | 42° 46′ 31″ N, 0° 42′ 53″ E / 42.775234°N,0.714795°E 1392 msnm       |           | Bòrdes de Plaus     | Modifica les dades a Wikidata |
|        | Cabana d'Arres         | Arres    | borda        |               | 42° 44′ 47″ N, 0° 40′ 08″ E / 42.746479594992°N,0.66885279534937°E   |           |                     | Modifica les dades a Wikidata |
|        | Cabana de Sant Sernilh | Arres    | borda        |               | 42° 45′ 40″ N, 0° 42′ 28″ E / 42.7610487148613°N,0.707883011964829°E |           |                     | Modifica les dades a Wikidata |
|        | Cabana de Sassèuba     | Arres    | borda        |               | 42° 46′ 12″ N, 0° 44′ 17″ E / 42.7701378826407°N,0.737920510748313°E |           |                     | Modifica les dades a Wikidata |

## casa
| imatge | Nom              | Ubicat a     | instància de | Detalls                                  | coordenades                                                                                  | Protecció                                  | Commons (més fotos) | Dades a WD                    |
| ------ | ---------------- | ------------ | ------------ | ---------------------------------------- | -------------------------------------------------------------------------------------------- | ------------------------------------------ | ------------------- | ----------------------------- |
|        | Casa Joan Bares  | Arres        | casa         | Estil: arquitectura barroca              | 42° 45′ 19″ N, 0° 42′ 39″ E / 42.7552°N,0.710971°E ca:Arres de Jos. Carrer de Sant Fabian, 5 | bé integrant del patrimoni cultural català |                     | Modifica les dades a Wikidata |
|        | Çò des de Farrèr | Arres        | casa         | Estil: arquitectura neoclàssica          | 42° 45′ 19″ N, 0° 42′ 40″ E / 42.75523°N,0.711°E ca:Arres de Jos. Carrer de Sant Joan, 5     | bé integrant del patrimoni cultural català |                     | Modifica les dades a Wikidata |
|        | Çò des de Mosso  | Arres        | casa         | Estil: modernisme català                 | 42° 45′ 17″ N, 0° 42′ 41″ E / 42.75459°N,0.71127°E                                           | bé integrant del patrimoni cultural català |                     | Modifica les dades a Wikidata |
|        | Çò des de Pishon | Arres de Sus | casa         | Estil: arquitectura popular 19th century | 42° 45′ 26″ N, 0° 42′ 44″ E / 42.757273°N,0.712234°E ca:C. Sant Sernilh, 3, Arres de Sus     | bé integrant del patrimoni cultural català | Çò des de Pishon    | Modifica les dades a Wikidata |

## entitat singular de població
| imatge | Nom          | Ubicat a | instància de                                   | Detalls                            | coordenades                                                                             | Protecció                                  | Commons (més fotos) | Dades a WD                    |
| ------ | ------------ | -------- | ---------------------------------------------- | ---------------------------------- | --------------------------------------------------------------------------------------- | ------------------------------------------ | ------------------- | ----------------------------- |
|        | Arres de Jos | Arres    | entitat singular de població capital municipal | Estil: arquitectura popular 31 hab | 42° 45′ 18″ N, 0° 42′ 40″ E / 42.7549°N,0.71123°E ca:Carretera d'Arres de Jos 1222 msnm | bé integrant del patrimoni cultural català | Arres de Jos        | Modifica les dades a Wikidata |
|        | Arres de Sus | Arres    | entitat singular de població                   | Estil: arquitectura popular 27 hab | 42° 45′ 26″ N, 0° 42′ 44″ E / 42.75711°N,0.7121°E ca:Carretera d'Arres de Sus 1303 msnm | bé integrant del patrimoni cultural català | Arres de Sus        | Modifica les dades a Wikidata |
|        | Era Bordeta  | Arres    | entitat singular de població                   | 5 hab                              | 42° 45′ 10″ N, 0° 41′ 45″ E / 42.7528299154772°N,0.695905936812287°E 774 msnm           |                                            |                     | Modifica les dades a Wikidata |

## església
| imatge | Nom                            | Ubicat a     | instància de | Detalls                                           | coordenades | Protecció                                  | Commons (més fotos)       | Dades a WD                    |
| ------ | ------------------------------ | ------------ | ------------ | ------------------------------------------------- | --- | ------------------------------------------ | ------------------------- | ----------------------------- |
|        | Sant Fabià d'Arres de Jos      | Arres de Jos | església     | Estil: arquitectura romànica 12nd century         | 42° 45′ 17″ N, 0° 42′ 40″ E / 42.754788°N,0.711185°E ca:C. de Sant Fabià, Arres de Jos oc:Carrèr de Sant Fabian, Arres de Jos 1217 msnm | bé cultural d'interès local                | Sant Fabià d'Arres de Jos | Modifica les dades a Wikidata |
|        | Sant Joan i Sant Felip d'Arres | Arres        | església     | Estil: arquitectura barroca 18th century          | 42° 45′ 24″ N, 0° 42′ 37″ E / 42.756667°N,0.710278°E ca:Al mig de dos pobles 1266 msnm                                                  | bé integrant del patrimoni cultural català | Sant Joan d'Arres         | Modifica les dades a Wikidata |
|        | Sant Pere i Sant Pau d'Arres   | Arres de Sus | església     | Estil: arquitectura romànica arquitectura popular | 42° 45′ 25″ N, 0° 42′ 44″ E / 42.756944°N,0.712222°E ca:Pl. Major, Arres de Sus 1310 msnm                                               | bé integrant del patrimoni cultural català | Sant Pèir d'Arres         | Modifica les dades a Wikidata |

## muntanya
| imatge | Nom                | Ubicat a                  | instància de | Detalls | coordenades                                                          | Protecció | Commons (més fotos) | Dades a WD                    |
| ------ | ------------------ | ------------------------- | ------------ | ------- | -------------------------------------------------------------------- | --------- | ------------------- | ----------------------------- |
|        | Era Trona          | Arres Bossòst             | muntanya     |         | 42° 45′ 01″ N, 0° 39′ 55″ E / 42.7503°N,0.665261°E 2088 msnm         |           | Era Trona           | Modifica les dades a Wikidata |
|        | Montagut           | Arres                     | muntanya     |         | 42° 44′ 18″ N, 0° 40′ 02″ E / 42.7384°N,0.667342°E 2149 msnm         |           | Montagut (Arres)    | Modifica les dades a Wikidata |
|        | Montanha d'Uishèra | Vilamòs Arres             | muntanya     |         | 42° 45′ 56″ N, 0° 43′ 58″ E / 42.765611°N,0.732791°E 2339 msnm       |           | Montanha d'Uishèra  | Modifica les dades a Wikidata |
|        | Tuc d'Arres        | Arres Banhèras de Luishon | muntanya     |         | 42° 44′ 37″ N, 0° 39′ 48″ E / 42.743713°N,0.663349°E 2163 msnm       |           | Pic d'Arrès         | Modifica les dades a Wikidata |
|        | Tuc de Coeisseca   | Arres                     | muntanya     |         | 42° 46′ 23″ N, 0° 44′ 24″ E / 42.77308333°N,0.74005278°E 2100.9 msnm |           |                     | Modifica les dades a Wikidata |

## Misc
| imatge | Nom                       | Ubicat a                             | instància de      | Detalls                                                       | coordenades                                                                                       | Protecció                                  | Commons (més fotos)   | Dades a WD                    |
| ------ | ------------------------- | ------------------------------------ | ----------------- | ------------------------------------------------------------- | ------------------------------------------------------------------------------------------------- | ------------------------------------------ | --------------------- | ----------------------------- |
|        | Bassa d'Arres             | Arres                                | llac              |                                                               | 42° 46′ 08″ N, 0° 42′ 55″ E / 42.768950763107206°N,0.7151412963867189°E                           |                                            | Bassa d'Arres         | Modifica les dades a Wikidata |
|        | Garona                    | Occitània Vall d'Aran Nova Aquitània | riu               | Desemboca: estuari de la Gironda Llarg: 647km Conca: 56000km² | 42° 37′ 04″ N, 0° 58′ 08″ E / 42.6178°N,0.9689°E 45° 02′ 19″ N, 0° 36′ 40″ O / 45.0386°N,0.6111°O |                                            | Garonne               | Modifica les dades a Wikidata |
|        | La Mina Victòria          | Arres                                | mina              | Estil: arquitectura popular                                   | 42° 46′ 28″ N, 0° 42′ 46″ E / 42.774523°N,0.712641°E                                              | bé integrant del patrimoni cultural català | Mina Victòria (Arres) | Modifica les dades a Wikidata |
|        | Pas deth Lop              | Arres Bossòst                        | pont              | Travessa: Garona                                              | 42° 45′ 36″ N, 0° 41′ 34″ E / 42.7599341671303°N,0.692746346553444°E                              |                                            |                       | Modifica les dades a Wikidata |
|        | Planet des Barrancs       | Arres                                | altiplà           |                                                               | 42° 46′ 06″ N, 0° 44′ 02″ E / 42.76836°N,0.73377°E                                                |                                            |                       | Modifica les dades a Wikidata |
|        | casa consistorial d'Arres | Arres                                | casa consistorial |                                                               | 42° 45′ 17″ N, 0° 42′ 40″ E / 42.75475°N,0.7110906°E                                              |                                            |                       | Modifica les dades a Wikidata |